# Wojciech Jaworski
Wojciech Jaworski (ur. 7 września 1961 w Trzciance, zm. 29 listopada 2015) – polski lekkoatleta, który specjalizował się w biegach długich.
W 1985 zdobył tytuł mistrza Polski w biegu na 5000 m (ex aequo z Bogusławem Psujkiem). Obaj zawodnicy uzyskali wówczas czas 14:02,35. W latach 1983–1993 był zawodnikiem Spójni Gdańsk, a po wyodrębnieniu sekcji lekkoatletycznej w samodzielny klub startował w barwach Sopockiego Klubu Lekkoatletycznego. Wychowanek trenera Henryka Tokarskiego.
Po zakończeniu kariery był pracownikiem administracji podatkowej.

## Rekordy życiowe
- 1000m  -   2:27,4    (1983)
- 1500m  -   3:48,82   (1985)
- 3000m  -   7:58,23   (1987)
- 5000m  -  13:47,48   (1986)
- 10000m  - 29:35,77   (1988)
- maraton - 2:20:56    (1991)